# 梁劉柔芬
梁劉柔芬，GBS，OBE，JP（1945年10月9日—），廣東潮陽人，生於澳門，長於香港，前任香港立法會議員，經濟動力政黨成員，中華人民共和國香港特別行政區第十、十一、十二屆全國人民代表大會代表，香港紡織界企業家、政治人物。她歷任青山醫院管治委員會主席，香港浸會大學諮議會及校董會會董。

## 生平
梁劉柔芬早年在香港長大，父親劉謙齋是一名潮州紡織廠「豐盛紗廠」商人，有「牛仔布大王」之稱。她有四名兄弟姊妹：劉漢宣、劉驊、劉漢欽以及劉漢松。其中劉漢松是香港「牛仔褲大王」。梁劉柔芬曾就讀德望學校。她完成幼稚園課程之後直升小學三年級，其後再跳至五年班上課；在完成小學六年班之後，梁劉柔芬便直接入讀中二年級，並在1964年於德望學校中學部畢業。她後來到美國深造，獲得伊利諾大學電腦系學士學位。梁劉柔芬已婚，丈夫是2007年6月新任香港足總主席的梁孔德。有兩子一女。

## 公職及主要服務範疇
民間團體
梁劉柔芬志力社會事務，先後成立多個民間團體，貫徹「從心出發，易轉思維」的理念，以行動啟發創意，推動各界「自學自強」，主動關心社會，積極建設未來。梁劉柔芬為「青年企業家發展局」的創辦人兼主席，該局於1997年創立，旨在培育香港年青人的領導能力及企業家精神。當中，「E-挑戰杯：大學生創業計劃挑戰賽」讓本地大學生實踐創意、 研習營商技巧，計劃至今已踏入第15年。而促進商界及學界交流的「商校伙伴計劃」亦已有12年歷史，參與商界機構及學校分別超過570間。
1997 年，梁劉柔芬參與創立香港董事學會(HKIoD)，為上市公司培訓獨立董事。
2005年，梁劉柔芬創立「路進會」，集合跨界別力量啟發新思維， 讓年青 人盡顯潛能。重點項目「以心謀生職Fun天地計劃」有效改變年青人的就業心態，提升技能。
2008年，創辦的「社區導者學會」則銳意就香港核心問題作出研究及提出解決方案。當時因應金融海嘯而聯同不同界別及社區組織所策動的 「《 開你的心 》行動」，更喚醒市民對身、心、靈健康的關注。
教育
梁劉柔芬熱衷為本港教育制度注入新元素，於2008年推動教育局成立專責小組，研究電子學習(E-learning)資源未來發展。她亦為香港大學教研發展基金創會資深會員，以及「薪火相傳」國民教育活動系列委員會顧問。
環保
2003年，梁劉柔芬成為首任香港有機資源中心監督委員會主席，全力推動有機耕種及銳意將環保概念融入生活。該會的「全城有機日」為本港一年一度的盛事，讓市民了解有機對個人健康、社會持續發展及自然環境的好處。同時，梁劉柔芬由2000年起，擔任香港環保工業協會的榮譽顧問。
婦女事務
1988年，梁劉柔芬已為香港中國婦女會副主席，聯同其他代表凝聚中國婦女力量，積極推動婦女事務及提升婦女地位。2001年，她獲政府委任為婦女事務委員會創會主席，任內積極策動「自在人生自學計劃」及「性別觀點主流化」，前者透過與專上學院及傳媒機構合作籌辦各類課程，提升婦女的學習興趣和能力，讓其發揮潛能，建立自信。後者則積極推廣由婦委會設計的「性別觀點主流化檢視清單」，鼓勵機構在制訂政策和檢定成效時，就兩性的觀點和需要作出充份考慮，清單及後獲不同政策部門採納，作為個別範疇及計劃的主要考慮因素和指標。
醫療
1983年，梁劉柔芬被委任為仁濟醫院主席。1990年起擔任醫院管理局成員，任期長達12年，期間曾於該局轄下多個委員會中擔任要職。1993年任青山醫院主席，主導醫院第二、三及四期改建，引入嶄新精神科醫院的開放園林模式。1996年任瑪麗醫院主席，引入多項管治改革，以及由2005年起擔任養和醫院臨床管治委員會主席等，曾擔任超過30項相關公職。
慈善
梁劉柔芬一向關注兒童及青少年發展，由1985至2000年擔任聯合國兒童基金會香港委員會副主席，任內致力策動「零錢布施」(Change for good)，惠澤157個發展中國家的兒童。她現為志蓮安老信託基金會主席，於1986年創辦文娛慈善基金，亦為良朋會的贊助人。
文化藝術
1999年，梁劉柔芬率先以「活化」概念，推動長沙灣舊式工業大廈成立時裝設計中心。於2003年成立「專業視野」，召集專業人士，推動文化及藝術發展，當中包括建議將國際街頭表演文化引入香港。2009年間，為香港集思會的「香港創意產業研究」提出專業意見；同年，梁劉柔芬透過個人經驗及心得，著書《第一口滋味》(My first Bite)，帶動幼兒健康食譜文化。她曾擔任監察西九文化區計劃推行情況聯合小組委員會的委員，致力為西九文化區的發展出謀獻計。
紡織及製衣
出身紡織及製衣業的梁劉柔芬，她自1989年起獲政府委任為香港紡織業諮詢委員會委員，並出任政府紡織政策顧問，任期長達18年，至2007年屆滿。1990年，又以顧問身份隨團赴華盛頓參加港、美紡織配額談判。其後加入香港紡織業聯會、香港製衣業總商會及香港華商織造總會等，致力維護及推廣香港紡織業發展。2002至04年期，更獲委任為工業貿易署時裝發展統籌委員會委員。

## 議會生涯
1996年，梁劉柔芬透過在深圳舉行的臨時立法會選舉（港英政府定為非法組織）成為臨立會議員，而開始其從政生涯。
1998年香港立法會選舉，以自由黨名義角逐紡織及製衣界議席，最後在沒有對手的情況下自動當選為立法會議員。
2000年香港立法會選舉，梁競逐連任紡織及製衣界議席，最後亦在沒有對手的情況下自動當選為議員。
2004年香港立法會選舉，梁競逐連任，並首次於選舉中遇到競爭對手關鑑元，而梁最後以1816票成功連任。
她在2008年香港立法會選舉，紡織及製衣界擊敗鍾國斌，連任立法會議員。
2008年10月8日，梁劉柔芬與林健鋒、梁君彥、劉皇發宣佈退出自由黨。而於2009年6月16日，梁與該3名議員成立經濟動力，並隨即加入。
2012年，梁劉柔芬正式宣佈不會參選競逐連任，正式結束其議員生涯。她的議席由上屆被她擊敗、後加入自由黨的鍾國斌取代。

## 榮銜
2008年11月，香港公開大學獲頒授榮譽大學院士榮銜。
2013年10月，嶺南大學獲頒授榮譽大學院士榮銜。
获任为卢森堡大公国驻香港特别行政区名誉领事。

## 榮譽
- 非官守太平紳士（1987年）
- O.B.E.（1995年）
- 銀紫荊星章（2000年）
- 金紫荊星章（2007年）